# Route nationale 679
Die Route nationale 679, kurz N 679 oder RN 679, war eine französische Nationalstraße, die von 1933 bis 1973 in drei Abschnitten zwischen Limoges und Saint-Flour verlief. Ihre Gesamtlänge betrug 205,5 Kilometer.

## N 679A
Die Route nationale 679A, kurz N 679A oder RN 679A, war eine französische Nationalstraße und zugleich ein Seitenast der Nationalstraße 679, der 1963 mit dem Bau der Staumauer von Bort-les-Orgues entstand. 1973 wurde die Nationalstraße abgestuft und wird im Département Cantal als Départementsstraße 683 und im Département Corrèze als Départementsstraße 979A bezeichnet.